# Трёхзубчатая стеклушка
Трёхзубчатая стеклушка, или каволиния (лат. Cavolinia tridentata), — вид морских брюхоногих моллюсков из семейства Cavoliniidae отряда крылоногих (Pteropoda).

## Общее описание

Цвет раковины — коричневатый, подобные крыльям придатки ноги (параподии) окаймлены лиловатой линией. Очень активно двигающиеся животные. Максимальная зарегистрированная длина раковины 20 мм.

## Размножение
Как и все крылоногие, гермафродит. За пару дней зрелая особь откладывает до двух сотен яиц, заключённых в свободно плавающие яйцевые шнуры. Зародыши развиваются в яйцах, а по вылуплении из них личинки покидают шнур и живут в планктоне. Это происходит примерно через неделю.

## Распространение
Вид широко распространён в Средиземном море, Атлантическом океане (Азорские острова, Кабо-Верде), северо-западной Атлантике (залив Мэн, Карибское море, Мексиканский залив, Малые Антильские острова), Индийском океане (бассейн Маскаренских островов), Индо-Тихоокеанском регионе и около Новой Зеландии.
Моллюск обитает на глубине от 0 до 4791 метров.